# Линдфорс, Фёдор Андреевич
Фёдор Андреевич (Аксель Фридрих) Линдфорс (1760—1813) — русский генерал-майор, участник Наполеоновских войн.

## Биография
Родился 26 марта 1760 года в Ревеле, сын дворянина Лифляндской губернии, владельца типографии А. Г. Линдфорса.
Службу начал 9 апреля 1777 года, будучи записан в лейб-гвардии Семёновский полк рядовым.
Во время походов 1777—1778 годов в Турцию (Османская империя) последовательно получил чины: капрала, фурьера, подпрапорщика и выпущен был в армию 21 января 1781 года в Нашебургский мушкетерский полк; в 1783 году он был произведён в подпоручики, в кампании 1787 года против турок в чине капитана принимал участие в штурме Очакова и в декабре того же года произведён был за отличие в секунд-майоры.
Во время похода в Польшу в 1792 году Санкт-Петербургского гренадерского Фридриха-Вильгельма III полка, когда последний должен был войти в состав корпуса под начальством генерал-поручика Меллина и занять Гродно с уездом, среди оставшихся боевых офицеров находился и Линдфорс, переведённый в этот полк 19 сентября 1789 года. Он участвовал в различных сражениях с поляками, был произведён 28 ноября 1798 года в подполковники, находясь все время в составе своего полка, для которого с 1792 года начался едва ли не самый тяжёлый период боевой жизни.
По роковой случайности полк разбился на отдельные части, которые присоединены были к другим полкам под начальством незнакомых офицеров; само название полка как бы затерялась, он «растаял по частям». Только в 1800 году полковник барон Розен доносил в Военную коллегию о том, что полковник Линдфорс собрал остатки батальонов Петербургских гренадер, вернувшихся частью из Голландии, частью из других мест и оставшихся в Ревеле; под начальством полковника Линдфорса эти остатки были приведены в Ревель и встречены здесь 2 августа товарищами.
31 января 1800 года Линдфорс был произведён в полковники и 24 декабря 1803 года назначен командиром Санкт-Петербургского гренадерского полка (24.01.1803–09.02.1805). 9 февраля 1805 года стал шефом Тобольского мушкетерского полка (09.02.1805–24.08.1806). 6 сентября 1805 года он был переведён, с производством в генерал-майоры, в Тенгинский мушкетерский полк, а через год, 24 августа 1806 года назначен шефом в Якутский пехотный полк (24.08.1806–04.03.1810).
С этими полками он участвовал в различных походах, в том числе в походе 1807 года в Пруссию, и награждён был за отличие орденом Святой Анны 3-й степени.
Отличительными чертами Линдфорса были любовь к подчиненным и мягкость характера, что, впрочем, послужило в 1810 году, во время пожара в Брест-Литовске, к отстранению его от службы 4 марта по сентенции военного суда «за слабость»; впрочем, в конце того же года, 12 декабря, он был принят по-прежнему на службу и на следующий год, 17 января, назначен шефом Галицкого полка (17.01.1811–08.10.1813, исключен из списков умершим от ран 18.01.1814) и одновременно командиром 1-й бригады 13-й пехотной дивизии, в состав которой и входил Галицкий полк.
В 1812 году Линдфорс участвовал в походе из Крыма на кораблях к Одессе, а оттуда через Молдавию для присоединения к 3-й западной армии; в составе этой армии принимал участие в преследовании Наполеоновской армии и находился в сражениях при Волковыске и при проходе через лес от Свислочи к Рудне.
В марте 1813 года командовал отрядом войск при блокаде Модлина, и далее участвовал в битве под Лейпцигом, где был тяжело ранен ядром в правую ногу и скончался от ран 8 октября того же года.

## Награды
- Орден Святого Владимира 3 степени;
- Орден Святой Анны 3 степени (1807);
- Орден Святого Георгия 4 степени (26 ноября 1807 года, № 1828 по кавалерскому списку Григоровича—Степанова, его фамилия там ошибочно указана как «Ниндфорс»);
- Крест «За взятие Очакова» (1789);
- Серебряная медаль «В память Отечественной войны 1812 года» (1813).

## Семья
Был женат на Анне Ивановне Каразиной и имел пятерых детей.
- Старший сын — Фёдор Фёдорович, также стал генералом и принимал участие в русско-турецкой войне 1828—1829 гг. и Польском походе 1831 года. Его дочь София была известным украинским педагогом, общественным деятелем и пионером украинского женского движения.
- Средний сын — Иван Фёдорович, был полковником и кавалером ордена св. Георгия.
- Младший сын — Николай Фёдорович (1812—1848), был поэтом, драматургом и переводчиком, большую известность приобрёл его перевод сочинения барона Жомини «Политическая и военная жизнь Наполеона», также он являлся одним из ведущих сотрудников «Энциклопедического лексикона» Плюшара и «Военного энциклопедического лексикона» Зедделера[4].